# Жюшо де Ламорисьер, Кристоф Луи Леон
Кристоф Луи Леон Жюшо де Ламорисьер (фр. Christophe Louis Léon Juchault de Lamoricière) или просто Ламорисьер (фр. de la Moricière), иногда Луи де Ламорисьер; 5 сентября 1806, Нант — 11 сентября 1865, Прузель) — бретонец; французский дивизионный генерал (1843 год) и политический деятель; военный министр (1848 год), чрезвычайный посол в России (1849 год).

## Биография
Кристоф Луи Леон Жюшо де Ламорисьер родился 5 сентября 1806 года в городе Нант.
В Алжире и Марокко отличился в длинном ряде сражений и экспедиций; в 1847 году взял в плен Абд аль-Кадира, после чего завоевание Алжира было закончено. В 1845 году был временно генерал-губернатором этой страны.

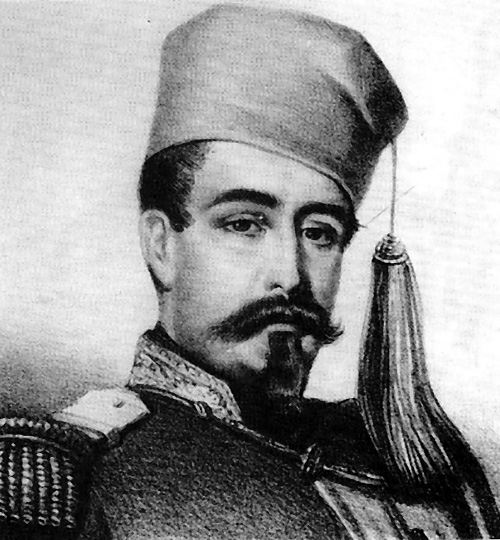
Луи де Ламорисьер

В 1846 году избран в палату депутатов. Утром 24 февраля 1848 года, в день революции, Тьер, на назначение которого министром король, наконец, согласился, потребовал, чтобы популярный в народе Ламорисьер был назначен начальником Национальной гвардии. Король уступил этому требованию, но лишь тогда, когда было уже поздно.
Разделение военной власти между Жераром и Ламорисьером сделало её бессильной. Ламорисьер отказывался стрелять в народ, чем до определённой степени содействовал успеху восстания (бунта). Во время июньского восстания Ламорисьер помогал Кавеньяку в его усмирении, после чего стал военным министром, затем был назначен чрезвычайным послом в Петербурге, позже — вице-президентом Законодательного собрания.
В ночь накануне государственного переворота 1851 года он был арестован и выслан за границу. В 1860 году его друг Мерод (фр.), военный министр ватиканского правительства, уговорил его взять на себя командование папской армией, что удивило многих, знавших о республиканских убеждениях Ламорисьера. В битве при Кастельфидардо (18 сентября 1860 года) Ламорисьер был разбит пьемонтскими войсками под командованием генерала Чалдини и бежал в Анкону, где был взят в плен вместе с гарнизоном. Последние годы жизни провёл во Франции.
Кристоф Луи Леон Жюшо де Ламорисьер умер 11 сентября 1865 года в Прузеле.